# 馬場正督
馬場 正督（ばば せいとく、1777年（安永6年）9月 - 1843年10月6日（天保14年9月13日））は、江戸時代後期の和算家。号は貢湖、薫卿。字は董卿、通称は金之丞。

## 概要
江戸の人で、本多利明や安島直円に学び、四谷に塾を開く。また江戸幕府幕臣であり、日光奉行支配組頭を務めた。また地方の検地、祖廟の修築なども担当した。同門に坂部廣胖、日下誠などがいる。
編著には『算法點竄指南録』『側円傍小円術』など多数ある。子に正統がいた。1843年没、66歳。

## 幕臣として
1822年（文政5年）から1823年（文政6年）にかけて、備中小田郡（現在の岡山県矢掛町周辺）で農民による暴動が起こった。これを備中北村騒動と呼ぶことがある。苛政に苦しんでいた同郡の百姓6人が岡山を訪れ、嘆願書を提出。説得され一旦は引き下がるものの、後日、宮山に登り一揆を起こした。
これを解決するため、馬場は備中小田郡へ差し向けられた。